# Суртан-Узяк (деревня)
Суртан-Узяк (баш. Суртанүҙәк) — деревня в Зилаирском районе Республики Башкортостан Российской Федерации. Входит в состав Матраевского сельсовета.

## География
Расстояние до:
- районного центра (Зилаир): 63 км,
- центра сельсовета (Матраево): 5 км,
- ближайшей железнодорожной станции (Сибай): 110 км.

## Население
| 2002 | 2009 | 2010 |
| ---- | ---- | ---- |
| 90   | ↘87  | ↘59  |

Национальный состав
Согласно переписи 2002 года, преобладающая национальность — башкиры (99 %).